# Edinburgh Festival Theatre

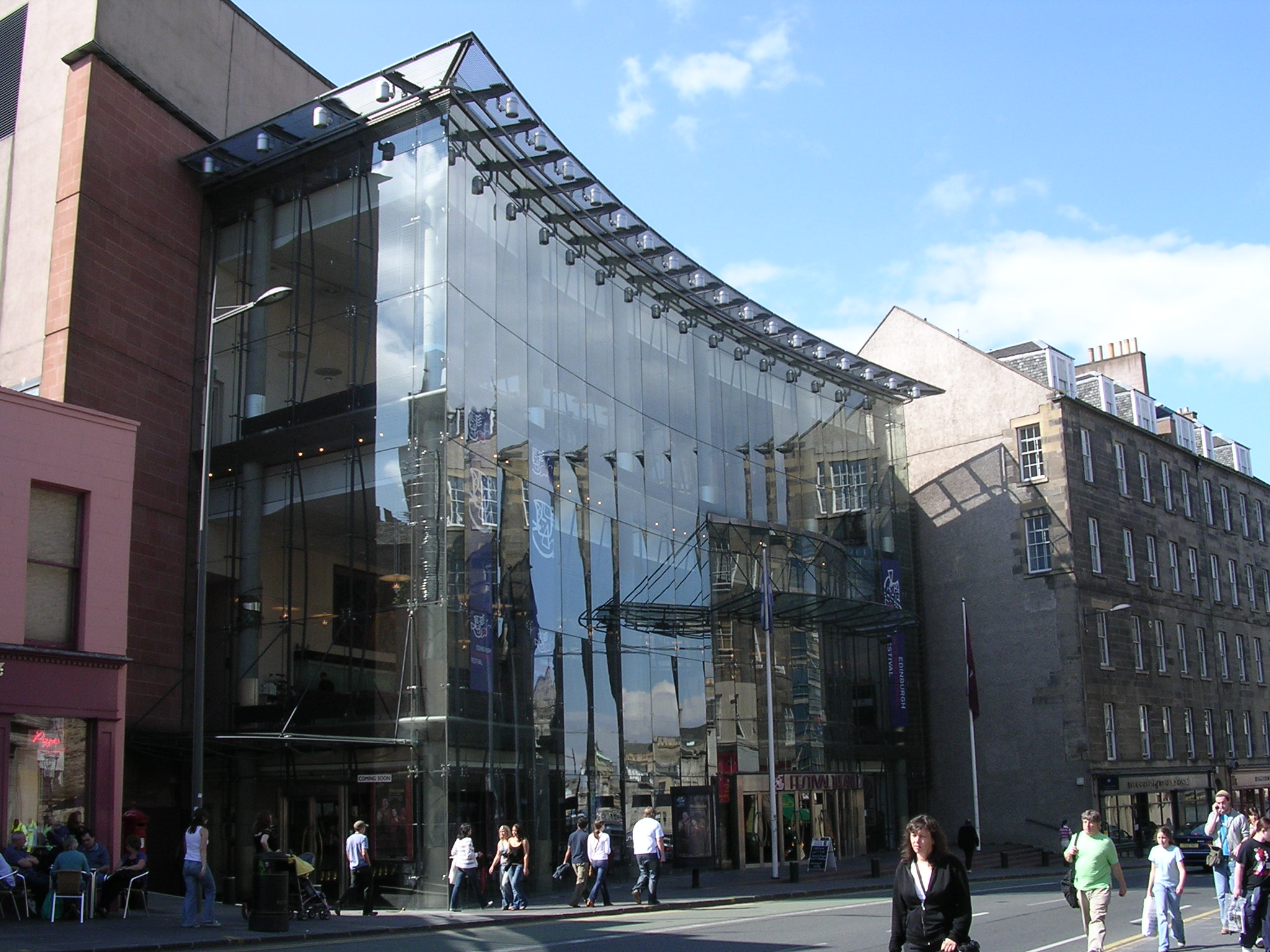
Festival Theatre en 2006

Le Théâtre du festival d'Édimbourg (Edinburgh Festival Theatre en anglais) est une salle de spectacle située dans la rue Nicolson à Édimbourg en Écosse, utilisée principalement pour des représentations d'opéra et de ballet, d'événements musicaux à grande échelle et pour des tournées de compagnies. Cepuis sa rénovation la plus récente en 1994, le nombre de sièges est de 1915. C'est l'un des lieux principaux lieux du Festival international d'Édimbourg annuel d'été et c'est le siège de l'Opéra écossais et du Ballet écossais.